# The Secret Sisters
The Secret Sisters er en country/pop-duo fra USA. The Secret Sisters består af Lydia og Laura Rogers. Duoens musik er blevet sammenlignet med The Everly Brothers og Doc Watson.

## Diskografi
- 2010 The Secret Sisters

| Musikgruppe | Spire Denne artikel om en amerikansk musikgruppe er en spire som bør udbygges. Du er velkommen til at hjælpe Wikipedia ved at udvide den. |